# Харингтон, Уильям (рыцарь)
Уильям Харингтон (англ. William Harrington; умер в 1440) — английский рыцарь, кавалер ордена Подвязки. Участвовал в Столетней войне, четырежды занимал пост шерифа Йоркшира.

## Биография
Уильям Харингтон принадлежал к младшей ветви старинного рыцарского рода. Он был старшим сыном сэра Николаса Харингтона и Изабель Инглиш и родился примерно в 1365 году. После смерти отца (до 1404 года) унаследовал обширные владения в Ланкашире, Уэстморленде и Йоркшире. В правление Генриха IV находился в свите принца Уэльского (с 1413 года короля Генриха V). Начиная с 1408 года четыре раза назначался на должность шерифа Йоркшира, получал важные посты в герцогстве Ланкастерском (включая пост главного управляющего Севера в 1428 году). В 1423 году участвовал в переговорах с шотландцами об освобождении Якова I, который к тому времени 15 лет находился в английском плену. В 1427 году возглавил посольство к Якову, целью которого было добиться выплаты остатка выкупа.
Харингтон участвовал в боевых действиях на континенте. В 1415 году он сражался при Азенкуре в качестве королевского знаменосца, в 1417 году был посвящён в рыцари ордена Подвязки. В 1419 году сэр Уильям участвовал в осаде Руана и был ранен.
Харингтон был женат на Маргарет Невилл из Хорнби в Ланкашире. Изначально его супруга не была богатой наследницей, но после смерти племянницы и внучатого племянника она получила часть поместий сэра Джона Лэнгтона; в итоге сэр Уильям завладел в 1433 году замком Хорнби и другими поместьями. Кроме того, этот брак связал его свойством с Томасом Бофортом, герцогом Эксетером (тот был женат на племяннице Маргарет). Примерно в 1420 году Харингтон женил своего сына Томаса на Элизабет Дакр, дочери 6-го барона Дакра, и таким образом приобрёл замки Дакр Хейшем и Татем.